# Belinda
Belinda Peregrinn Schull, més coneguda pel nom artístic de Belinda, (Madrid, 15 d'agost de 1989) és una actriu i cantant mexicana d'origen castellana.
Va néixer a Madrid però quan tenia quatre anys, la família va emigrar cap a Mèxic on va criar. Va començar el 2000 com a actriu infantil de la sèrie Amigos por Siempre. Més tard també va col·laborar en les sèries titulades Aventuras en el Tiempo i com a protagonista en Cómplices Al Rescate. Va participar en una banda sonora que per la sèrie Corazones Al Límite que va tenir gran succés mundial.
Després de l'àlbum Catàrsis, es va dedicar a altres activats. El 2023 va signar un nou contracte amb la discogràfica Warner Music Group.
El 2021 va tenir un contracte de publicitat amb la joieria manresana Tous i es va comprometre amb el cantant Christian Nodal. El 2021 ja n'era l'exnòvia. El 2022 va participar en l'Orgull gai de Madrid. El març 2023 els imatges d'un incident amb un aficionat que va saltar la securitat durant un concert a Mèxic es van fer viral. El 2023 se l'ha vista amb l'industrial milionari Gonzalo Hevia Baillères.

## Discografia
La seva carrera musical va debutar el 2003 amb l'àlbum Belinda que va ser venut a Amèrica, principalment a Mèxic. Alhora va sortir una edició especial que anava amb el senzill titulat «No Entiendo», cantat juntament amb Andy & Lucas. És una versió de la cançó «I Don't Understand You» del grup neerlandés K‑Otic.
Utopía, el seu segon àlbum gravat a Los Angeles i va sortir l'octubre de 2006. Utopía 2, era una recopilació del primer àlbum amb divuit cançons en anglès i castellà, més un DVD nou. El tercer treball sortirà el primer trimestre del 2009, que també es gravarà a Los Angeles. El 23 de març de 2010 va llançar el seu tercer àlbum d'estudi Carpe Diem i cinquè en total. A solament tres dies del seu llançament va superar les 30.000 còpies a Mèxic i les 60.000 còpies al món. Ara ja ha venut més de 500.000 còpies.
Ha col·laborat amb el músic badalonès Juan Magán, entre d'altres en una cançó del film Les aventures de Tadeu Jones (2010) i el senzill «Madrid × Marbella» el 2020.

## Filmografia
- Amigos × Siempre (2000)
- Aventuras En El Tiempo (2001)
- Cómplices Al Rescate 2002)
- Corazones Al Límite (2004)
- The Cheetah Girls 2 (2006)
- Patito Feo (2007)
- Despereaux Un Pequeño Gran Héroe (2008)
- Camaleones (2009)
- Mujeres Assassinas (2010)

## Discs
- Belinda (2003)
- Utopia (2006)
- Carpe Diem (2010)
- Catarsis (2013)

## Premis[calcitació]
- 2000: Palmes d'Or - Millor actriu infantil
- 2001: Premis TV i Novel·les – Millor artista primerenca
- 2001: Premis Eres – Millor Cantant i actriu
- 2003: Premis Tu Música (Port Ric) - Millor artista juvenil
- 2004: Premis Oye – Millor solista femenina
- 2004: MTV Video Music Awards Llatinoamèrica – Millor artista Nou Mèxic
- 2005: Premis Oye – Vídeo de l’any (Muriendo Lento)
- 2007: Premis Oye – Solista de l’any
- 2007: MTV Video Music Awards Llatinoamèrica – Vídeo de l’any «Bella Traición»
- 2007: MTV Video Music Awards Llatinoamèrica – Millor solista
- 2007: Latin Music & Sport Awards – Millor artista nova generació de l’any
- 2007: Terra Awards – Song of the Year
- 2008: Premi Lo Nostre – Artista femenina de l’any
- 2008: Premis Joventut – Millor artista pop i rock